# Saccogyna subcuriosissima
Saccogyna subcuriosissima là một loài Rêu trong họ Geocalycaceae. Loài này được Horik. mô tả khoa học đầu tiên năm 1934.